# Pic ocré
Celeus ochraceus
Espèce
Synonymes
- Celeus flavescens ochraceus

Statut de conservation UICN

 LC  : Préoccupation mineure
Le Pic ocré (Celeus ochraceus) est une espèce d'oiseaux de la famille des Picidae, autrefois considérée comme sous-espèce du Pic à tête blonde (C. flavescens).

## Répartition
Cette espèce vit dans l'est du Brésil.